# Salambue (Padang Sidempuan Tenggara)
Salambue is een bestuurslaag in het regentschap Padang Sidempuan van de provincie Noord-Sumatra, Indonesië. Salambue telt 2412 inwoners (volkstelling 2010).